# Papaver arenarium
Papaver arenarium là một loài thực vật có hoa trong họ Anh túc. Loài này được M.Bieb. mô tả khoa học đầu tiên năm 1819.